# 24 uur van Daytona 1968
De 24 uur van Daytona 1968 was de 7e editie van deze endurancerace. De race werd verreden op 3 en 4 februari 1968 op de Daytona International Speedway nabij Daytona Beach, Florida.
De race werd gewonnen door de Porsche Works Team #54 van Vic Elford, Jochen Neerpasch, Rolf Stommelen, Jo Siffert en Hans Herrmann, die allemaal hun eerste Daytona-zege behaalden. De TA+2.0-klasse werd gewonnen door de Shelby Racing #1 van Jerry Titus en Ronnie Bucknum. De S-klasse werd gewonnen door de Raceco-Miami #34 van John Gunn, Guillermo Ortega en Fausto Merello. De TA2.0-klasse werd gewonnen door de Brumos Porsche #69 van Peter Gregg en Sten Axelsson. De GT-klasse werd gewonnen door de DX Sunray Oil Co #31 van Jerry Grant en Dave Morgan.

## Race
Winnaars in hun klasse zijn vetgedrukt.
| Pos. | Klasse | No. | Team                          | Coureurs                                                            | Chassis                      | Ronden |
| ---- | ------ | --- | ----------------------------- | ------------------------------------------------------------------- | ---------------------------- | ------ |
| 1    | P      | 54  | Porsche Works Team            | Vic Elford Jochen Neerpasch Rolf Stommelen Jo Siffert Hans Herrmann | Porsche 907 LH 2.2           | 673    |
| 2    | P      | 52  | Porsche Works Team            | Jo Siffert Hans Herrmann                                            | Porsche 907 LH 2.2           | 659    |
| 3    | P      | 51  | Porsche Works Team            | Jo Schlesser Joe Buzzetta                                           | Porsche 907 LH 2.2           | 659    |
| 4    | TA+2.0 | 1   | Shelby Racing                 | Jerry Titus Ronnie Bucknum                                          | Ford Mustang                 | 629    |
| 5    | P      | 20  | Autodelta S.p.a.              | Udo Schütz Nino Vaccarella                                          | Alfa Romeo T33/2             | 617    |
| 6    | P      | 23  | Autodelta S.p.a.              | Mario Andretti Lucien Bianchi                                       | Alfa Romeo T33/2             | 609    |
| 7    | P      | 22  | Autodelta S.p.a.              | Mario Casoni Giampiero Biscaldi Teodoro Zeccoli                     | Alfa Romeo T33/2             | 594    |
| 8    | S      | 34  | Raceco of Miami               | John Gunn Guillermo Ortega Fausto Merello                           | Ferrari 250 LM               | 592    |
| 9    | TA2.0  | 69  | Brumos Porsche                | Peter Gregg Sten Axelsson                                           | Porsche 911                  | 589    |
| 10   | GT     | 31  | DX Sunray Oil Co              | Jerry Grant Dave Morgan                                             | Chevrolet Corvette           | 586    |
| 11   | T2.0   | 77  | Lewis Williams                | Robert Stoddard George Drolsom Marty Gifford Lewis Williams         | Porsche 911                  | 575    |
| 12   | T+2.0  | 6   | Roger Penske Racing Ent.      | Mark Donohue Bob Johnson Craig Fisher                               | Chevrolet Camaro             | 565    |
| 13   | T 2.0  | 56  | Ship Sharpe Maintenance       | Jim Netterstrom John Kelly John Sabel                               | Porsche 911                  | 565    |
| 14   | P      | 3   | HRH Corp.                     | Jim McDaniel Glen Sullivan                                          | Porsche 911 R                | 562    |
| 15   | TA2.0  | 36  | Wilbur Pickett                | Wilbur Pickett Bill Bean Bill Bencker                               | Porsche 911                  | 545    |
| 16   | TA+2.0 | 68  | Bill Boye                     | Bill Boye Billy Yuma                                                | Chevrolet Camaro             | 540    |
| 17   | TA+2.0 | 71  | Joie Chitwood Thrill Show     | Joie Chitwood Buzz Barton Richard Hoffman                           | Chevrolet Camaro             | 536    |
| 18   | GT     | 61  | Jean-Pierre Hanrioud          | Jean-Pierre Hanrioud Sylvain Garant                                 | Porsche 911 S                | 534    |
| 19   | TA2.0  | 64  | Myers Construction            | Del Russo Taylor Bob Pratt Bruce Myers Brad Brooker                 | Alfa Romeo GTA               | 533    |
| 20   | TA2.0  | 24  | Autodelta S.p.a.              | Leo Cella Teodoro Zeccoli Giampiero Biscaldi                        | Alfa Romeo GTA               | 529    |
| 21   | TA+2.0 | 78  |                               | Sam Posey Jim Kauffman                                              | Ford Mustang                 | 523    |
| 22   | GT     | 28  | Corvette Racing Associates    | Ed Ross Craig Pelouze                                               | Chevrolet Corvette Roadster  | 515    |
| 23   | TA+2.0 | 15  | Randy's Auto Body             | Bob Grossman Bob Dini                                               | Ford Mustang                 | 514    |
| 24   | P      | 10  | Nomad Cars                    | Tony Lanfranchi Mark Konig                                          | Nomad MK.1                   | 506    |
| 25   | GT     | 29  | DX Sunray Oil Co.             | Peter Revson Don Yenko                                              | Chevrolet Corvette Roadster  | 496    |
| 26   | TA2.0  | 73  | Valvoline Opert Racing        | Fred Opert Joe Grimaldi                                             | Porsche 911                  | 471    |
| 27   | GT     | 30  | DX Sunray Oil Co.             | Jerry Thompson Tony DeLorenzo                                       | Chevrolet Corvette Roadster  | 470    |
| 28   | TA2.0  | 32  | RBM Motors                    | Jack Ryan Pete Harrison                                             | Porsche 911                  | 393    |
| 29   | GT     | 44  | American International Racing | Dick Guldstrand Ed Leslie Scooter Patrick Dave Jordan               | Chevrolet Corvette           | 373    |
| 30   | GT     | 35  | Aztec Motor Racing            | George Waltman                                                      | Morgan Plus 4                | 338    |
| DSQ  | GT     | 48  | Doyle Poole                   | Doyle Poole Stott Bruce Morehead                                    | Triumph TR4A                 | 179    |
| DNF  | GT     | 67  | Port of Entry Motors          | Hugh Kleinpeter Ray Mummery Bruce Hollander                         | Shelby GT350                 | 510    |
| DNF  | S      | 18  | Edward Nelson Racing          | Edward Nelson Mike Hailwood                                         | Ford GT40                    | 507    |
| DNF  | S      | 9   | J. W. Automotive Eng.         | Paul Hawkins David Hobbs                                            | Ford GT40                    | 430    |
| DNF  | P      | 12  | Paul Vestey Racing            | Paul Vestey Roy Pike Paul Ridgway                                   | Ferrari 250 LM               | 264    |
| DNF  | GT     | 45  | American International Racing | Scooter Patrick Dave Jordan Herb Caplan                             | Chevrolet Corvette           | 262    |
| DNF  | TA2.0  | 25  | Autodelta S.p.a.              | Enrico Pinto Spartaco Dini                                          | Alfa Romeo GTA               | 235    |
| DNF  | GT     | 41  | Thomas Harris                 | James Rushin Thomas Harris Chris Waldron                            | MGB                          | 226    |
| DNF  | TA2.0  | 49  | Ike Maxwell                   | Ike Maxwell William Martin                                          | Volvo 122S                   | 188    |
| DNF  | P      | 27  | Algar Enterprises             | Carlo Facetti Giancarlo Baghetti Ove Andersson                      | Lancia Fulvia HF             | 180    |
| DNF  | TA+2.0 | 2   | Shelby Racing                 | Allan Moffat Horst Kwech George Follmer                             | Ford Mustang                 | 176    |
| DNF  | GT     | 43  | Cannons Auto Service          | Carl Schwenker Ara Dube Dana Kelder                                 | Triumph TR4A                 | 166    |
| DNF  | GT     | 57  | Rick Cline                    | Rick Cline Michael Pickering                                        | Triumph GT6                  | 120    |
| DNF  | TA+2.0 | 7   | Billy Hagan                   | Billy Hagan John McVeigh Francis Gillebard                          | Mercury Cougar               | 119    |
| DNF  | P      | 11  | Chevron Cars                  | Digby Martland Brian Classic                                        | Chevron B6                   | 118    |
| DNF  | GT     | 58  | Rick Cline                    | Fred Andrews Richard Kondracki                                      | Triumph Spitfire             | 106    |
| DNF  | P      | 53  | Porsche Works Team            | Gerhard Mitter Rolf Stommelen                                       | Porsche 907 LH 2.2           | 104    |
| DNF  | S      | 81  | N.A.R.T.-Harrah Racing        | David Piper Masten Gregory                                          | Ferrari 250 LM               | 101    |
| DNF  | P      | 55  | Squadra Tartaruga             | Rico Steinemann Dieter Spoerry                                      | Porsche 907 LH               | 100    |
| DNF  | GT     | 47  | John Cameron                  | Milo Vega John Witt                                                 | Triumph TR4A                 | 96     |
| DNF  | TA+2.0 | 65  | Starr Racing                  | George Wintersteen Malcolm Starr                                    | Ford Mustang                 | 90     |
| DNF  | GT     | 17  | Arthur Mollin Racing Ent.     | Arthur Mollin Nick Cone                                             | TVR Mk.IV                    | 86     |
| DNF  | TA2.0  | 72  | Davidson Enterprises          | Paul Richards Tony Adamowicz Marvin Davidson                        | Porsche 911 T                | 71     |
| DNF  | S      | 8   | J. W. Automotive Eng.         | Jacky Ickx Brian Redman                                             | Ford GT40                    | 58     |
| DNF  | GT     | 46  | WROD Radio                    | Steven Payne-Herbert Grant Miller Roger Walton                      | Porsche 356B Carrera 2       | 46     |
| DNF  | P      | 80  | N.A.R.T.-Harrah Racing        | Pedro Rodríguez Charlie Kolb                                        | Ferrari Dino 206S            | 45     |
| DNF  | GT     | 42  | Coquina Motors                | Rajah Rodgers Richard Robson Bill Buchman                           | Jaguar XKE                   | 43     |
| DNF  | S      | 37  | William Wonder Inc.           | William Wonder Ray Cuomo                                            | Ford GT40                    | 42     |
| DNF  | TA+2.0 | 4   | HRH Corp.                     | John Moore Jim Murphy                                               | Chevrolet Camaro             | 34     |
| DNF  | P      | 76  | Howmet Corp.                  | Ray Heppenstall Ed Lowther Dick Thompson                            | Howmet TX Continental        | 34     |
| DNF  | TA+2.0 | 5   | Bud Sherk Auto Fair           | Bud Sherk Billy Diehl                                               | Dodge Dart                   | 20     |
| DNF  | P      | 26  | Algar Enterprises             | Claudio Maglioli Ove Andersson Giancarlo Baghetti                   | Lancia Fulvia Zagato         | 6      |
| DNF  | TA2.0  | 14  | Bob Holbert's Garages         | Bert Everett Bruce Jennings Bob Bailey                              | Porsche 911 S                | 3      |
| DNS  | TA+2.0 | 13  | Samato Ltd. Smokey Yunick     | Bruce McLaren Jim Hall                                              | Chevrolet Camaro             | 0      |
| DNS  | S      | 19  | D-K Racing                    | Dale Keenan Dan Torpy James Sutter                                  | Chevrolet Corvette           | 0      |
| DNS  | P      | 21  | Autodelta S.p.a.              | Nanni Galli Ignazio Giunti                                          | Alfa Romeo T33/2             | 0      |
| DNS  | GT     | 96  | Vince Gimondo                 | John Tremblay Billy Dingman Vince Gimondo                           | Chevrolet Corvette Sting Ray | 0      |

1962 · 1963 · 1964 · 1965 · 1966 · 1967 · 1968 · 1969 · 1970 · 1971 · 1972 · 1973 · 1974 · 1975 · 1976 · 1977 · 1978 · 1979 · 1980 · 1981 · 1982 · 1983 · 1984 · 1985 · 1986 · 1987 · 1988 · 1989 · 1990 · 1991 · 1992 · 1993 · 1994 · 1995 · 1996 · 1997 · 1998 · 1999 · 2000 · 2001 · 2002 · 2003 · 2004 · 2005 · 2006 · 2007 · 2008 · 2009 · 2010 · 2011 · 2012 · 2013 · 2014 · 2015 · 2016 · 2017 · 2018 · 2019 · 2020 · 2021 · 2022 · 2023 · 2024 · 2025